# 日本銀行政策委員会
日本銀行政策委員会（にっぽんぎんこうせいさくいいんかい）は、日本銀行の意思決定機関。
第二次世界大戦以前の日本銀行には政策委員会はなかったが、ジョゼフ・ドッジ来日後の1949年6月にGHQによる役員会（ボード）の“民主化”の意向から、日本銀行法の一部改正によって政策委員会が設置された。

## 概要
総裁、副総裁（2名）、審議委員（6名）の計9名の委員で構成される。総裁・副総裁を含めて委員は、衆議院・参議院の同意を経て内閣が任命する、国会同意人事である（日本銀行法23条1項・2項）。任期は5年（日本銀行法24条）。常勤であり、年間報酬は約2,600万円（平成22年度）。
政府を代表して財務大臣又はその指名する財務省の職員及び経済財政担当大臣又はその指名する内閣府の職員は出席できるが、議決権は無い（日本銀行法19条1項）。ただし、議題を提出すること及び議題の議決の延期の求め（延期をするか否かは政策委員会の議決による）をすることができる（日本銀行法19条2項）。
政策委員会の会合には、金融政策に関する事項を決定する「金融政策決定会合」（日本銀行法15条1項）と、その他の事項の決定などを議事とする「通常会合」（日本銀行法15条2項）がある。金融政策決定会合は、2015年までは原則として年14回定期的に開催されてきたが、2016年からはアメリカ連邦公開市場委員会や欧州中央銀行理事会と同様、年8回開催となった。決定会合後には結果がただちに公表されると共に、総裁による記者会見が開かれ日銀クラブに所属する多数の記者が出席する。通常会合は原則毎週2回開催される。
旧来の政策委員会は、総裁・都銀・地銀・商工業・農業代表、それに政府代表たる大蔵省代表及び経済企画庁代表（通産省出向者）が議決権無しで加わっていた。ただし、実際の最高意思決定は、総裁、副総裁、理事らの円卓会議（役員集会）で執り行われていたとされ、政策委員会の形骸化が指摘されていた。なお、旧日本銀行法42条では「日本銀行ハ主務大臣之ヲ監督ス」となっていたため、総裁には大蔵事務次官経験者が日銀の生え抜き組と交互に就任し、大蔵官僚が退官して日銀理事に就任するのが普通に見られていた。

## 現在の政策委員会の構成
| 職名     | 氏名       | 就任年月日                | 任期満了日                 | 前職等                                                                  | 任命した内閣           | 年齢 |
| -------- | ---------- | ------------------------- | -------------------------- | ----------------------------------------------------------------------- | ---------------------- | ---- |
| 総裁     | 植田和男   | 2023年4月9日 （令和5年）  | 2028年4月8日 （令和10年）  | 共立女子大学ビジネス学部ビジネス学科教授                                | 第2次岸田改造内閣      | 73歳 |
| 副総裁   | 内田眞一   | 2023年3月20日 （令和5年） | 2028年3月19日 （令和10年） | 日本銀行理事                                                            | 第2次岸田改造内閣      | 62歳 |
| 副総裁   | 氷見野良三 | 2023年3月20日 （令和5年） | 2028年3月19日 （令和10年） | ニッセイ基礎研究所総合政策研究部エグゼクティブ・フェロー                | 第2次岸田改造内閣      | 65歳 |
| 審議委員 | 中村豊明   | 2020年7月1日 （令和2年）  | 2025年6月30日 （令和7年）  | 日立製作所取締役                                                        | 第4次安倍第2次改造内閣 | 72歳 |
| 審議委員 | 野口旭     | 2021年4月1日 （令和3年）  | 2026年3月31日 （令和8年）  | 専修大学教授                                                            | 菅義偉内閣             | 67歳 |
| 審議委員 | 中川順子   | 2021年6月30日 （令和3年） | 2026年6月29日 （令和8年）  | 野村アセットマネジメントCEO兼社長                                       | 菅義偉内閣             | 59歳 |
| 審議委員 | 高田創     | 2022年7月24日 （令和4年） | 2027年7月23日 （令和9年）  | 岡三証券グローバル・リサーチ・センター理事長 エグゼクティブエコノミスト | 第2次岸田内閣          | 66歳 |
| 審議委員 | 田村直樹   | 2022年7月24日 （令和4年） | 2027年7月23日 （令和9年）  | 三井住友銀行上席顧問 三井住友フィナンシャルグループ上席顧問             | 第2次岸田内閣          | 63歳 |
| 審議委員 | 小枝淳子   | 2025年3月26日 （令和7年） | 2030年3月25日 （令和12年） | 早稲田大学政治経済学術院教授                                            | 第2次石破内閣          | 49歳 |

## 政策委員会構成員一覧
| 就任年月日等   | 総裁     | 副総裁   | 副総裁     | 審議委員 | 審議委員 | 審議委員   | 審議委員 | 審議委員 | 審議委員 |
| -------------- | -------- | -------- | ---------- | -------- | -------- | ---------- | -------- | -------- | -------- |
| 1998年4月1日   | 速水優   | -        | 藤原作弥   | 後藤康夫 | -        | 篠塚英子   | 武富将   | 三木利夫 | 中原伸之 |
| 1998年4月8日   | 速水優   | 山口泰   | 藤原作弥   | 後藤康夫 | 植田和男 | 篠塚英子   | 武富将   | 三木利夫 | 中原伸之 |
| 1999年10月10日 | 速水優   | 山口泰   | 藤原作弥   | -        | 植田和男 | 篠塚英子   | 武富将   | 三木利夫 | 中原伸之 |
| 1999年12月3日  | 速水優   | 山口泰   | 藤原作弥   | 田谷禎三 | 植田和男 | 篠塚英子   | 武富将   | 三木利夫 | 中原伸之 |
| 2001年4月1日   | 速水優   | 山口泰   | 藤原作弥   | 田谷禎三 | 植田和男 | 須田美矢子 | 武富将   | 三木利夫 | 中原伸之 |
| 2001年6月17日  | 速水優   | 山口泰   | 藤原作弥   | 田谷禎三 | 植田和男 | 須田美矢子 | 中原眞   | 三木利夫 | 中原伸之 |
| 2002年4月1日   | 速水優   | 山口泰   | 藤原作弥   | 田谷禎三 | 植田和男 | 須田美矢子 | 中原眞   | -        | -        |
| 2002年4月5日   | 速水優   | 山口泰   | 藤原作弥   | 田谷禎三 | 植田和男 | 須田美矢子 | 中原眞   | 福間年勝 | 春英彦   |
| 2003年3月20日  | 福井俊彦 | 武藤敏郎 | 岩田一政   | 田谷禎三 | 植田和男 | 須田美矢子 | 中原眞   | 福間年勝 | 春英彦   |
| 2004年12月3日  | 福井俊彦 | 武藤敏郎 | 岩田一政   | 水野温氏 | 植田和男 | 須田美矢子 | 中原眞   | 福間年勝 | 春英彦   |
| 2005年4月8日   | 福井俊彦 | 武藤敏郎 | 岩田一政   | 水野温氏 | 西村清彦 | 須田美矢子 | 中原眞   | 福間年勝 | 春英彦   |
| 2006年6月17日  | 福井俊彦 | 武藤敏郎 | 岩田一政   | 水野温氏 | 西村清彦 | 須田美矢子 | 野田忠男 | 福間年勝 | 春英彦   |
| 2007年4月5日   | 福井俊彦 | 武藤敏郎 | 岩田一政   | 水野温氏 | 西村清彦 | 須田美矢子 | 野田忠男 | 亀崎英敏 | 中村清次 |
| 2008年3月20日  | -        | 白川方明 | 西村清彦   | 水野温氏 | -        | 須田美矢子 | 野田忠男 | 亀崎英敏 | 中村清次 |
| 2008年4月9日   | 白川方明 | -        | 西村清彦   | 水野温氏 | -        | 須田美矢子 | 野田忠男 | 亀崎英敏 | 中村清次 |
| 2008年10月27日 | 白川方明 | 山口廣秀 | 西村清彦   | 水野温氏 | -        | 須田美矢子 | 野田忠男 | 亀崎英敏 | 中村清次 |
| 2009年12月3日  | 白川方明 | 山口廣秀 | 西村清彦   | -        | -        | 須田美矢子 | 野田忠男 | 亀崎英敏 | 中村清次 |
| 2010年3月26日  | 白川方明 | 山口廣秀 | 西村清彦   | 宮尾龍蔵 | -        | 須田美矢子 | 野田忠男 | 亀崎英敏 | 中村清次 |
| 2010年7月1日   | 白川方明 | 山口廣秀 | 西村清彦   | 宮尾龍蔵 | 森本宜久 | 須田美矢子 | 野田忠男 | 亀崎英敏 | 中村清次 |
| 2011年4月1日   | 白川方明 | 山口廣秀 | 西村清彦   | 宮尾龍蔵 | 森本宜久 | 白井さゆり | 野田忠男 | 亀崎英敏 | 中村清次 |
| 2011年6月17日  | 白川方明 | 山口廣秀 | 西村清彦   | 宮尾龍蔵 | 森本宜久 | 白井さゆり | -        | 亀崎英敏 | 中村清次 |
| 2011年6月30日  | 白川方明 | 山口廣秀 | 西村清彦   | 宮尾龍蔵 | 森本宜久 | 白井さゆり | 石田浩二 | 亀崎英敏 | 中村清次 |
| 2012年4月5日   | 白川方明 | 山口廣秀 | 西村清彦   | 宮尾龍蔵 | 森本宜久 | 白井さゆり | 石田浩二 | -        | -        |
| 2012年7月24日  | 白川方明 | 山口廣秀 | 西村清彦   | 宮尾龍蔵 | 森本宜久 | 白井さゆり | 石田浩二 | 佐藤健裕 | 木内登英 |
| 2013年3月20日  | 黒田東彦 | 中曽宏   | 岩田規久男 | 宮尾龍蔵 | 森本宜久 | 白井さゆり | 石田浩二 | 佐藤健裕 | 木内登英 |
| 2015年3月26日  | 黒田東彦 | 中曽宏   | 岩田規久男 | 原田泰   | 森本宜久 | 白井さゆり | 石田浩二 | 佐藤健裕 | 木内登英 |
| 2015年7月1日   | 黒田東彦 | 中曽宏   | 岩田規久男 | 原田泰   | 布野幸利 | 白井さゆり | 石田浩二 | 佐藤健裕 | 木内登英 |
| 2016年4月1日   | 黒田東彦 | 中曽宏   | 岩田規久男 | 原田泰   | 布野幸利 | 櫻井眞     | 石田浩二 | 佐藤健裕 | 木内登英 |
| 2016年6月30日  | 黒田東彦 | 中曽宏   | 岩田規久男 | 原田泰   | 布野幸利 | 櫻井眞     | 政井貴子 | 佐藤健裕 | 木内登英 |
| 2017年7月24日  | 黒田東彦 | 中曽宏   | 岩田規久男 | 原田泰   | 布野幸利 | 櫻井眞     | 政井貴子 | 片岡剛士 | 鈴木人司 |
| 2018年3月20日  | 黒田東彦 | 雨宮正佳 | 若田部昌澄 | 原田泰   | 布野幸利 | 櫻井眞     | 政井貴子 | 片岡剛士 | 鈴木人司 |
| 2020年3月26日  | 黒田東彦 | 雨宮正佳 | 若田部昌澄 | 安達誠司 | 布野幸利 | 櫻井眞     | 政井貴子 | 片岡剛士 | 鈴木人司 |
| 2020年7月1日   | 黒田東彦 | 雨宮正佳 | 若田部昌澄 | 安達誠司 | 中村豊明 | 櫻井眞     | 政井貴子 | 片岡剛士 | 鈴木人司 |
| 2021年4月1日   | 黒田東彦 | 雨宮正佳 | 若田部昌澄 | 安達誠司 | 中村豊明 | 野口旭     | 政井貴子 | 片岡剛士 | 鈴木人司 |
| 2021年6月30日  | 黒田東彦 | 雨宮正佳 | 若田部昌澄 | 安達誠司 | 中村豊明 | 野口旭     | 中川順子 | 片岡剛士 | 鈴木人司 |
| 2022年7月24日  | 黒田東彦 | 雨宮正佳 | 若田部昌澄 | 安達誠司 | 中村豊明 | 野口旭     | 中川順子 | 高田創   | 田村直樹 |
| 2023年3月20日  | 黒田東彦 | 内田眞一 | 氷見野良三 | 安達誠司 | 中村豊明 | 野口旭     | 中川順子 | 高田創   | 田村直樹 |
| 2023年4月9日   | 植田和男 | 内田眞一 | 氷見野良三 | 安達誠司 | 中村豊明 | 野口旭     | 中川順子 | 高田創   | 田村直樹 |
| 2025年3月26日  | 植田和男 | 内田眞一 | 氷見野良三 | 小枝淳子 | 中村豊明 | 野口旭     | 中川順子 | 高田創   | 田村直樹 |

- 1998年4月の改正日本銀行法施行後の政策委員会構成員経験者[4][5]。